# Liste der Monuments historiques in Plouha
Die Liste der Monuments historiques in Plouha führt die Monuments historiques in der französischen Gemeinde Plouha auf.

## Liste der Bauwerke
| Bezeichnung                    | Beschreibung              | Standort                  | Kennzeichnung | Schutzstatus | Datum | Bild           |
| ------------------------------ | ------------------------- | ------------------------- | ------------- | ------------ | ----- | -------------- |
| Kreuz                          | 18. Jahrhundert           | Chemin de Kermaria (Lage) | PA00089490    | Inscrit      | 1928  | weitere Bilder |
| Croix de la Sauraie            | Kreuz, 17. Jahrhundert    | Route de Kermaria (Lage)  | PA00089489    | Inscrit      | 1926  | weitere Bilder |
| Schloss Lysandré               | Erbaut im 18. Jahrhundert | (Lage)                    | PA00089488    | Inscrit      | 1952  | weitere Bilder |
| Kapelle von Kermaria an Iskuit | Erbaut im 13. Jahrhundert | (Lage)                    | PA00089487    | Classé       | 1907  | weitere Bilder |

## Liste der Objekte

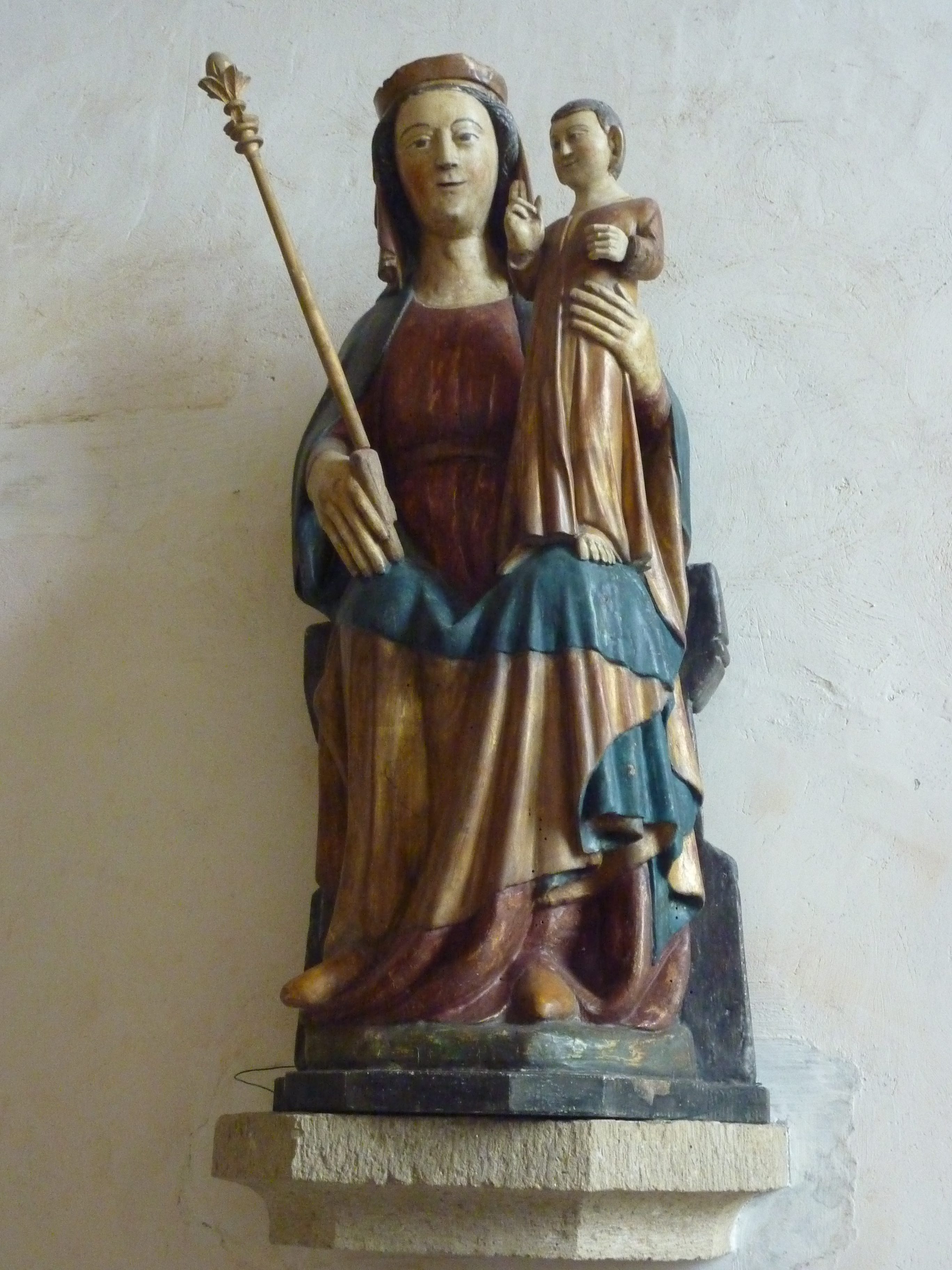
Skulptur Madonna und Kind (16. Jahrhundert) in der Kapelle von Kermaria an Iskuit

- Monuments historiques (Objekte) in Plouha in der Base Palissy des französischen Kultusministeriums